# Gasum
Gasum Oy — фінська державна енергетична компанія, що працює в скандинавських країнах. Gasum володіє 17 заводами з переробки біогазу у Фінляндії та Швеції та є найбільшим виробником біорозкладаних відходів у скандинавських країнах. Крім того, Gasum продає енергію вітру та надає різні послуги на енергетичному ринку. Зараз будується мережа газозаправних станцій, яка обслуговуватиме також великовантажний транспорт.
Перший газопровід із Радянського Союзу до Фінляндії був відкритий у 1974 році. З 1974 по 1994 рік Neste Oy відповідала за імпорт, транспортування та оптовий продаж природного газу у Фінляндії. Gasum засновано в 1994 році як спільне підприємство Neste (75 %) і Газпрому (25 %).
Після злиття Neste і Imatran Voima в 1998 році новостворена компанія Fortum була змушена скоротити свою частку в Gasum до 25 %. У результаті новими акціонерами стали уряд Фінляндії (24 %), E.ON (20 %) і фінські лісові компанії (6 %). У 2004 році Fortum придбала 6 % акцій лісових компаній. У 2015 році Fortum і E.ON продали свою частку уряду Фінляндії. У 2016 році «Газпром» продав свою частку фінському уряду, який став єдиним акціонером компанії.
У 2014 році Gasum придбала 51 % Skangas у Lyse Energi та збільшила свою частку власності до 100 % у 2018 році. Skangas розпочав свій бізнес зі СПГ у 2011 році. У 2018 році Gasum побудував перший у Фінляндії термінал зрідженого природного газу (СПГ) у нафтохімічній гавані порту Тахколуото в Порі.
Gasum вийшов на шведський ринок у 2016 році, придбавши Swedish Biogas International. Після угоди Gasum став найбільшим виробником біогазу в скандинавських країнах. У квітні 2020 року Gasum придбала СПГ та біогазовий бізнес Linde AG у Швеції та Норвегії та морський бункерний бізнес Nauticor у Німеччині. Термінали СПГ у Нюнесхамні у Швеції та бункеровники Seagas і Kairos були передані Gasum.
Gasum планував побудувати підводний газопровід Balticconnector, щоб з'єднати Фінляндію з газовою системою Естонії та далі зі сховищами газу в Латвії. У жовтні 2015 року Gasum відмовився від проєкту через комерційну життєздатність.[12] У проєкті її замінила фінська державна компанія Baltic Connector Oy. It was replaced in the project by the Finnish state-owned company Baltic Connector Oy.
До 2020 року Gasum володів 1190 км (740 миль) газотранспортної мережі у Фінляндії. Відповідно до закону про ринок природного газу Фінляндії, з 1 січня 2020 року операції з транспортування газу були передані іншій державній компанії Gasgrid Finland Oy. Починаючи з 1 січня 2020 року, її дочірню компанію Kaasupörssi Oy, яка управляла газовою біржею Фінляндії, закрили, а всі торгівлі перемістилися на регіональну біржу GET Baltic.
У 2020 році компанія уклала партнерські відносини з Pavilion Energy, Сінгапур.